# Championnats du monde d'Ironman 2005
Navigation
Édition précédente Édition suivante
Les championnats du monde d'Ironman 2005 se déroulent le 15 octobre 2005 à Kailua-Kona dans l'État d'Hawaï. Ils sont organisés par la World Triathlon Corporation.

## Résultats du championnat du monde

### Hommes
| Pos.     | Temps           | Nom               | Pays             | Détail temps | Détail temps | Détail temps    | Détail temps | Détail temps    |
| Pos.     | Temps           | Nom               | Pays             | Natation     | T1           | Cyclisme        | T2           | Course à pied   |
| -------- | --------------- | ----------------- | ---------------- | ------------ | ------------ | --------------- | ------------ | --------------- |
|          | 8 h 14 min 17 s | Faris Al-Sultan   | Allemagne        | 49 min 54 s  | 1 min 52 s   | 4 h 25 min 24 s | 2 min 16 s   | 2 h 54 min 51 s |
|          | 8 h 19 min 36 s | Cameron Brown     | Nouvelle-Zélande | 52 min 23 s  | 1 min 54 s   | 4 h 33 min 08 s | 1 min 58 s   | 2 h 50 min 13 s |
|          | 8 h 20 min 04 s | Peter Reid        | Canada           | 52 min 23 s  | 1 min 43 s   | 4 h 27 min 51 s | 2 min 08 s   | 2 h 55 min 59 s |
| 4        | 8 h 22 min 30 s | Rutger Beke       | Belgique         | 55 min 01 s  | 1 min 55 s   | 4 h 30 min 30 s | 2 min 23 s   | 2 h 52 min 41 s |
| 5        | 8 h 23 min 01 s | Cameron Widoff    | États-Unis       | 52 min 16 s  | 1 min 56 s   | 4 h 28 min 44 s | 2 min 18 s   | 2 h 57 min 47 s |
| 6        | 8 h 23 min 52 s | Chris McCormack   | Australie        | 53 min 06 s  | 1 min 57 s   | 4 h 37 min 06 s | 2 min 33 s   | 2 h 49 min 10 s |
| 7        | 8 h 25 min 52 s | Raynard Tissink   | Afrique du Sud   | 54 min 48 s  | 1 min 55 s   | 4 h 31 min 37 s | 2 min 21 s   | 2 h 55 min 11 s |
| 8        | 8 h 25 min 57 s | Tom Söderdahl     | Finlande         | 52 min 19 s  | 1 min 59 s   | 4 h 35 min 23 s | 1 min 59 s   | 2 h 54 min 17 s |
| 9        | 8 h 27 min 24 s | Francisco Pontano | Espagne          | 49 min 56 s  | 1 min 47 s   | 4 h 35 min 45 s | 1 min 49 s   | 2 h 58 min 07 s |
| 10       | 8 h 29 min 35 s | Stephan Vuckovic  | Allemagne        | 52 min 11 s  | 1 min 43 s   | 4 h 36 min 56 s | 2 min 06 s   | 2 h 56 min 39 s |
| Source : |                 |                   |                  |              |              |                 |              |                 |

### Femmes
| Pos.     | Temps           | Nom              | Pays             | Détail temps    | Détail temps | Détail temps    | Détail temps | Détail temps    |
| Pos.     | Temps           | Nom              | Pays             | Natation        | T1           | Cyclisme        | T2           | Course à pied   |
| -------- | --------------- | ---------------- | ---------------- | --------------- | ------------ | --------------- | ------------ | --------------- |
|          | 9 h 09 min 30 s | Natascha Badmann | Suisse           | 1 h 02 min 30 s | 2 min 13 s   | 4 h 52 min 00 s | 6 min 22 s   | 3 h 06 min 25 s |
|          | 9 h 11 min 51 s | Michellie Jones  | Australie        | 54 min 55 s     | 1 min 52 s   | 4 h 54 min 13 s | 2 min 38 s   | 3 h 18 min 13 s |
|          | 9 h 12 min 39 s | Kate Major       | Australie        | 1 h 00 min 07 s | 2 min 22 s   | 5 h 06 min 13 s | 1 min 38 s   | 3 h 02 min 19 s |
| 4        | 9 h 14 min 53 s | Joanna Lawn      | Nouvelle-Zélande | 55 min 09 s     | 2 min 25 s   | 5 h 05 min 06 s | 2 min 11 s   | 3 h 10 min 02 s |
| 5        | 9 h 22 min 08 s | Kate Allen       | Autriche         | 1 h 00 min 15 s | 2 min 10 s   | 5 h 11 min 57 s | 2 min 46 s   | 3 h 05 min 00 s |
| 6        | 9 h 27 min 54 s | Katja Schumacher | Allemagne        | 58 min 49 s     | 2 min 20 s   | 5 h 12 min 18 s | 2 min 31 s   | 3 h 11 min 56 s |
| 7        | 9 h 28 min 16 s | Belinda Granger  | Australie        | 1 h 00 min 05 s | 2 min 26 s   | 5 h 02 min 01 s | 2 min 19 s   | 3 h 21 min 25 s |
| 8        | 9 h 30 min 18 s | Kim Loeffler     | États-Unis       | 1 h 02 min 28 s | 2 min 27 s   | 5 h 10 min 48 s | 2 min 29 s   | 3 h 12 min 06 s |
| 9        | 9 h 30 min 47 s | Karen Smyers     | États-Unis       | 1 h 00 min 12 s | 2 min 23 s   | 5 h 02 min 24 s | 3 min 21 s   | 3 h 22 min 27 s |
| 10       | 9 h 32 min 20 s | Melissa Ashton   | Australie        | 55 min 35 s     | 2 min 11 s   | 5 h 14 min 49 s | 2 min 23 s   | 3 h 17 min 22 s |
| Source : |                 |                  |                  |                 |              |                 |              |                 |